# Звонимир Церић
Звонимир Церић (Тузла, 5. октобар 1910 — Сијера Кабаљо, 1938), југословенски комуниста и учесник Шпанског грађанског рата.

## Биографија
Рођен је 5. октобра 1910. године у Тузли. Уписао је тузланску гимназију, с које је након неког времена избачен због ширења револуционарних идеја. Напослетку је матурирао на Првој мушкој реалној гимназији у Сарајеву 1932. године. Године 1933, уписао је Ветеринарски факултет у Загребу.
Као студент треће године решио је да се придружи одбрани Шпанске републике у грађанском рату. Године 1937, под изликом да иде у посету Светској изложби у Паризу, тамо се преко илегалних пунктова КПЈ пребацио у Шпанију. Погинуо је 1938. године на Сијери Кабаљо.
Године 1964, у кругу Ветеринарског факултета откривене су три бисте студената-шпанских бораца, међу којима и она посвећена Звонимиру Церићу.